# Tùng Giang, Thượng Hải
Tùng Giang (tiếng Trung: 松江区, Hán Việt: Tùng Giang khu) là một quận ngoại thành của thành phố trực thuộc trung ương Thượng Hải, Cộng hòa Nhân dân Trung Hoa. Đây là một quận ngoại thành của Thượng Hải. Quận Tùng Giang có diện tích 604,71 km2, dân số năm theo kết quả điều tra dân số năm 2000 là 641.100 người.